# Жери, Мишель
Мише́ль Жери́ (фр. Michel Jeury; 23 января 1934, Разак-д'Эйме, департамент Дордонь, Франция — 9 января 2015, Везон-ла-Ромен, департамент Воклюз, Франция) — французский писатель.

## Биография
Родился в бедной крестьянской семье. Первый роман «К звёздам судьбы» написал в 17 лет — это был научно-фантастический роман, хотя фантастика в то время была практически неизвестной во Франции. Однако это произведение было опубликовано только через девять лет, в 1960 году под псевдонимом Альбер Игон. В том же 1960 году, также под псевдонимом, вышел роман «Машина власти», получивший премию имени Жюля Верна. А до этого, в 1957 году под настоящим именем вышел в свет реалистический роман о крестьянской жизни «Улыбающийся дьявол». Однако после этого первого литературного опыта Жери на целое десятилетие бросил литературу.
В дальнейшем снова взялся за перо и опубликовал в 1973 году фантастический роман «Неопределённое время», который сразу же завоевал главную французскую научно-фантастическую «Большую премию Воображения». Вслед за этим Жери активно работает, выпуская каждый год одно-два (а иногда и больше) научно-фантастических произведений (некоторые под псевдонимом Альбер Игон). В конце 1980-х временно отходит от научной фантастики, возвращается к реалистической прозе и пишет несколько романов о крестьянской жизни. За четыре десятилетия он написал более сорока романов и ста рассказов, став одним из самых известных франкоязычных авторов научной фантастики. Его книги получали множество наград, включая главные: премию «Аполло» в 1983 году за роман «Сфера и колесо» и вторая «Большая премия Воображения» в 2011 году за роман «Май мира».
Мишель Жери — один из самых известных научно-фантастических авторов послевоенного поколения, однако на русском языке его книги практически не переводились и не издавались (за исключением нескольких рассказов).

## Награды
- 1960 — Премия Жюля Верна (за роман «Машина власти», опубликована под псевдонимом Альбер Игон)[7]
- 1974 — Гран-при Воображения за лучший фантастический роман на французском языке (за роман «Неопределённое время»)[8]
- 1980 — Премия Жозефа Рони-старшего (за роман «Человеческая территория»)[9]
- 1981 — Премия Жозефа Рони-старшего (за роман «Гигантские глаза»)[9]
- 1983 — Премия «Аполло» (за роман «Сфера и колесо»)[4]
- 1983 — Премия «Космос 2000» (за роман «Сфера и колесо»)[10]
- 1986 — Премия имени Жюлии Верланже (за роман «Игра мира»)[11]
- 1988 — Премия «Тер де Франс — ла Монтань» (за роман «Истинный вкус к жизни»)[12]
- 1995 — Премия Севенской академии (за роман «Год сертификата»)[13]
- 2011 — Гран-при Воображения за лучший фантастический роман на французском языке (за роман «Май мира»)[5]